# Finding My Way
Finding My Way è un brano del gruppo rock canadese Rush, pubblicato dall'etichetta discografica Mercury Records nel 1974 come lato A del primo singolo estratto da Rush , l'album di debutto del gruppo, l'unico con John Rutsey alle percussioni. Nella facciata B è presente Need Some Love, brano proveniente anch'esso da Rush.

## Il disco
Finding My Way
Il brano riprende in maniera evidente lo stile dei Led Zeppelin e rimane un buon esempio di hard rock dei primi anni settanta. Il brano nell'album di debutto dei Rush ha preso il posto che inizialmente era previsto per Not Fade Away - la cover di Buddy Holly pubblicata come singolo nel 1973, brano che rappresenta in assoluto il debutto discografico dei Rush - e è stato registrato presso i Toronto Sound Studios, durante le sessioni di registrazioni aggiuntive per il disco. Nella versione per il singolo discografico il pezzo è stato ridotto a circa 3 minuti di durata. Il testo di Lee, piuttosto elementare, descrive l'imminente ritorno a casa del protagonista, dopo varie peripezie amorose.
Finding My Way è stato il primo brano del gruppo trasmesso da una emittente radiofonica (prima che l'album venisse riedito dalla Mercury Records il 1º luglio 1974): la CFNY di Toronto, nel programma di Dave Marsden (lo stesso che ispirerà poi il brano The Spirit of Radio).
Finding My Way è stata eseguita nelle esibizioni dal vivo con regolarità fino al 2112 Tour, nei primi due tour come brano d'apertura del concerto. Successivamente è il pezzo è stato introdotto saltuariamente in scaletta, inglobato dentro a dei medley: nel Power Windows Tour del 1985/86, nel Roll the Bones Tour del 1991/92, e nell'R30: 30th Anniversary Tour del 2004. Finding My Way è stata una delle tre canzoni suonate dal gruppo dal vivo nella trasmissione televisiva Don Kirshner's Rock Concert il 16 ottobre 1974; gli altri brani eseguiti sono stati Best I Can e In the Mood. Versioni live della canzone si trovano su All the World's a Stage, R30: 30th Anniversary World Tour. Non sono reperibili versioni in dal vivo con John Rutsey alla batteria.
Need Some Love
Veloce brano hard realizzato nel cosiddetto stile boogie rock. Il testo è sintetizzabile nel titolo stesso del brano. Si tratta di uno dei brani di Rush che necessitarono di una seconda registrazione (supervisionata da Terry Brown e eseguita presso i Toronto Sound Studios), dopo la deludente versione registrata presso gli Easter Sound sotto la direzione del primo produttore dell'album, Dave Stock, che non riusì a dare al brano suoni accettabili, e verrà quindi sollevato dall'incarico.
Need Some Love è stata eseguita dal vivo solo durante i primi due tour del gruppo. Non sono documentate versioni dal vivo del brano nei live ufficiali, tuttavia alcune performance con Neil Peart alla batteria sono disponibili sui dischi che documentano le esibizioni radiodiffuse dei Rush.  Una rara versione video con John Rutsey alle percussioni si può trovare invece nei contenuti extra del cofanetto R40 che include il video del concerto della primavera 1974 presso la Laura Secord Secondary School di St. Catharines.

## Tracce
Il singolo pubblicato per il mercato statunitense contiene le seguenti tracce:
1. Finding My Way - 2:55 (Lee, Lifeson)
2. Need Some Love  - 2:16 (Lee, Lifeson) (lato B)

## Formazione
- Geddy Lee – voce e basso
- Alex Lifeson – chitarra e cori
- John Rutsey – batteria e cori

## Cover
Finding My Way è stata reinterpretata dal Michael Schenker Group nell'album By Invitation Only  del 2011: